# Ichthyomyzon unicuspis
Ichthyomyzon unicuspis är en ryggsträngsdjursart som beskrevs av Carl Leavitt Hubbs och Trautman 1937. Ichthyomyzon unicuspis ingår i släktet Ichthyomyzon och familjen nejonögon. Inga underarter finns listade i Catalogue of Life.